# Data estel·lar
Una data estel·lar és un sistema fictici de mesura del temps desenvolupat per a les sèries de televisió i cinema Star Trek. A la sèrie, l'ús d'aquest sistema de data se sent habitualment al principi d'una entrada de registre de veu en off, com ara "Registre del capità, data estel·lar 41153.7. La nostra destinació és el planeta Deneb IV...". Mentre que el mètode original es va inspirar en la data juliana modificada sistema que utilitzen actualment els astrònoms, els escriptors i productors han seleccionat nombres utilitzant diferents mètodes al llarg dels anys, alguns més arbitraris que d'altres. Això fa que sigui impossible convertir totes les dates estel·lars en dates de calendari equivalents, sobretot perquè les dates estel·lars originalment estaven pensades per evitar especificar exactament quan té lloc Star Trek.

## Data estel·lar original
La Star Trek Guide original de 1967 (17 d'abril de 1967, pàg. 25) va instruir els guionistes de la sèrie de televisió original «Star Trek» sobre com seleccionar les dates estel·lars per als seus guions. Els escriptors podien triar qualsevol combinació de quatre nombres més un punt decimal i intentar aconseguir la coherència dins d'un sol guió, però no necessàriament entre diferents guions. Això era per "evitar esmentar contínuament el segle de Star Trek i evitar "discussions sobre si això o allò s'hauria desenvolupat en aquell moment". Tot i que la guia situa la sèrie "d'aquí a uns dos-cents anys", les poques referències dins de la sèrie eren contradictòries, i les produccions posteriors i els materials de referència finalment van situar la sèrie entre els anys 2265 i 2269. El segon pilot comença a la data estel·lar 1312.4 i l'últim episodi produït a la data estel·lar 5928.5. Tot i que el sistema de datació va ser revisat per a Star Trek: La nova generació, el pilot de Star Trek: Discovery segueix el sistema de datació de la sèrie original, començant a la data estel·lar 1207.3, que s'indica precisament que és diumenge 11 de maig de 2256.

## Data estel·lar revisada
Les sèries posteriors de Star Trek van seguir una nova convenció numèrica. Star Trek: La nova generació (TNG) va revisar el sistema de dates estel·lars a la Star Trek: The Next Generation Writer's/Director's Guide de 1987, a cinc dígits i un decimal. Segons la guia, el primer dígit "4" hauria de representar el segle XXIV, i el segon dígit representa la temporada de televisió. Els dígits restants poden progressar de manera desigual, amb el decimal representant el temps com a fraccions de dies. Les dates estel·lars de Star Trek: Deep Space Nine van començar amb 46379.1, corresponent a la sisena temporada de TNG, que també es va establir l'any 2369. Star Trek: Voyager va començar amb la data estel·lar 48315.6 (2371), una temporada després que TNG hagués acabat la seva setena i última temporada. Com a TNG, el segon dígit augmentava en un cada temporada, mentre que els dos dígits inicials finalment passaven de 49 a 50, tot i que l'any 2373 encara era al segle XXIV. Star Trek: Nemesis es va establir al voltant de la data estel·lar 56844.9. Star Trek: Discovery va viatjar a l'any 3188, donant una data estel·lar de 865211.3, corresponent a aquell any en aquest sistema de dates estel·lars.
El 9 de març de 2023, Star Trek: Picard va donar una data estel·lar de 78183.10. Això indica una continuïtat amb TNG. Cada increment de data estel·lar representa un mil·liany, amb 78 anys el 2401, comptats a partir del 2323. El decimal representa una fracció de dia. Per tant, les dates estel·lars són una composició de dos tipus de temps decimal. Al segle XXI, això indicaria 78 anys a partir del 1945.

## Punt decimal

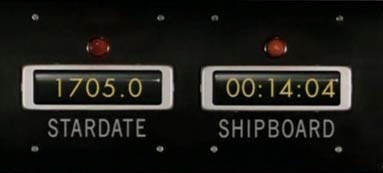
Cronòmetre de la nau

Les dates estel·lars normalment s'expressen amb un sol dígit decimal, però de vegades amb més d'un. Per exemple, l'episodi de La nova generació, "El nen", mostra la data estel·lar 42073.1435. Segons "The Star Trek Guide", la guia oficial d'escriptors de la sèrie original:
Per exemple, 1313,5 són les dotze del migdia d'un dia i 1314,5 serien les dotze del migdia de l'endemà. Cada punt percentual (sic) equival aproximadament a una desena part d'un dia.
De la mateixa manera, la pàgina 32 de la "Star Trek: The Next Generation Writer's/Director's Guide" de 1988 per a la segona temporada estableix:
...el dígit que segueix el punt decimal compta "una dècima part d'un dia".
Això va ser demostrat pel cronòmetre de la nau a l'episodi "TOS-Remastered", "El temps despullat", i pels registres de vídeo del capità Varley a l'episodi "Contagi" de "TNG". Aquest últim mostra diverses dates estel·lars amb dos dígits decimals al costat dels temps corresponents.

## Altres dates estel·lars
Altres mitjans de comunicació de Star Trek han generat els seus propis sistemes de numeració. El MMORPG Star Trek Online del 2009 va començar a la data estel·lar 86088.58, l'any 2409 del joc, comptant 1000 dates estel·lars per any a partir del 25 de maig de 1922. L'escriptor Roberto Orci va revisar el sistema per a la pel·lícula Star Trek del 2009 de manera que els quatre primers dígits corresponen a l'any, mentre que la resta representa el dia de l'any, representant en efecte una data ordinal. A la primera entrega de la trilogia cinematogràfica, Spock fa el seu registre de la destrucció de Vulcà a la data estel·lar 2258.42, o 11 de febrer de 2258. Star Trek Into Darkness comença a la data estel·lar 2259.55, o 24 de febrer de 2259. Star Trek Beyond comença a la data estel·lar 2263.02, o 2 de gener de 2263. A l'episodi de The Big Bang Theory, "The Adhesive Duck Deficiency", Sheldon Cooper dóna la data estel·lar 63345.3, que correspon a la data de la pluja de meteors Leònids d'aquell any, el 17 de novembre de 2009.